# Verwijzing (zorg)
Een verwijzing of doorverwijzing in de zorgverlening duidt erop dat een hulpverlener een zorgvragende doorstuurt naar een andere hulpverlener.
De doorverwijzende hulpverlener is veelal werkzaam in de eerstelijnszorg, hoewel dit geen eis is, en is daardoor rechtstreeks toegankelijk voor de zorgvrager.

## Geschiedenis
Historisch bestonden er zelfs in vroeger eeuwen al twee soorten artsen: de geleerde doctores en de meer praktische chirurgijn. De chirurgijn verrichtte alle handelingen van een geneesheer of heelmeester; niet alleen was hij tegelijkertijd barbier, maar ook verrichtte hij ingrepen van het trekken van kiezen tot amputaties. Als orthopeed vervaardigde hij beugels, als epidemioloog bestreed hij de pest. De geleerde doctores hielden zich vooral bezig met boeken, leefregels, diëten en geneeskruiden. Het onderscheid tussen de beide soorten artsen weerspiegelt zich in het Verenigd Koninkrijk nog steeds in de aanspreektitel: een chirurg, als opvolger van de simpele barbier, is 'Mister', en een internist 'Doctor'. De student die doctor genoemd wordt na het artsexamen, wordt weer een mister bij het slagen voor het specialistisch chirurgie-examen, en zal de patiënt ook corrigeren als deze hem met 'doctor' aanspreekt.
Zelfs in de Eed van Hippocrates is al sprake van verwijzing: de aspirant-arts belooft niet de (blaas)steen te zullen snijden maar in dat geval plaats te maken voor 'hen die daar bedreven in zijn'.
Voortschrijdende inzichten in de medische wetenschap leidden ertoe dat, evenals in andere wetenschappen, specialisatie optrad. Enerzijds was het voor specialisten mogelijk zich geheel aan hun deelgebied te wijden, hetgeen zowel hun kennis als hun ervaring bevorderde, anderzijds werd het voor de generalist, die de huisarts was, ondoenlijk alle bestaande kennis en inzichten te blijven beheersen. Daartoe ontbreken hem de tijd, de hulpmiddelen, en de gespecialiseerde expertise.

## De verwijzing
Een verwijzing gaat naar goed medisch gebruik vergezeld van een brief, de verwijsbrief. Hierin wordt na een beleefde aanhef (traditioneel bij een verwijsbrief naar een arts Amice collega, tegenwoordig Geachte collega) gemeld over welke patiënt het precies gaat, wat het probleem van de patiënt is, wat de verwijzer al heeft ondernomen en met welke resultaten, eventueel een voorzichtig geformuleerde suggestie wat er aan de hand zou kunnen zijn (men verwijst immers per definitie naar een op dit gebied meer deskundige), en een verzoek de behandeling van de patiënt over te nemen. Belangrijke dingen over de patiënt, zoals eerder doorgemaakte ziekten en operaties, geneesmiddelgebruik, bekende allergieën etc. horen ook in de verwijsbrief.
De deskundige waarnaar verwezen wordt schrijft normaliter een berichtje terug naar de verwijzer om deze op de hoogte te houden na het eerste contact met de patiënt of als het eerste onderzoek is afgerond met zijn bevindingen en behandelvoorstel. Ten slotte wordt een uitvoerige brief teruggeschreven als de behandeling is afgerond. Duurt de behandeling erg lang (jaren) dan wordt er in principe geregeld, bijvoorbeeld ieder jaar, een berichtje naar de verwijzer gestuurd.
Meer en meer wordt deze schriftelijke correspondentie vervangen door elektronische. Zo kunnen huisartsen (met wachtwoord, en alleen voor hun eigen patiënten die daarvoor toestemming geven) toegang krijgen tot het elektronisch dossier van een gespecialiseerde arts of ziekenhuis. Zo kan de verwijzer de evolutie op de voet volgen.